# Petuelpark

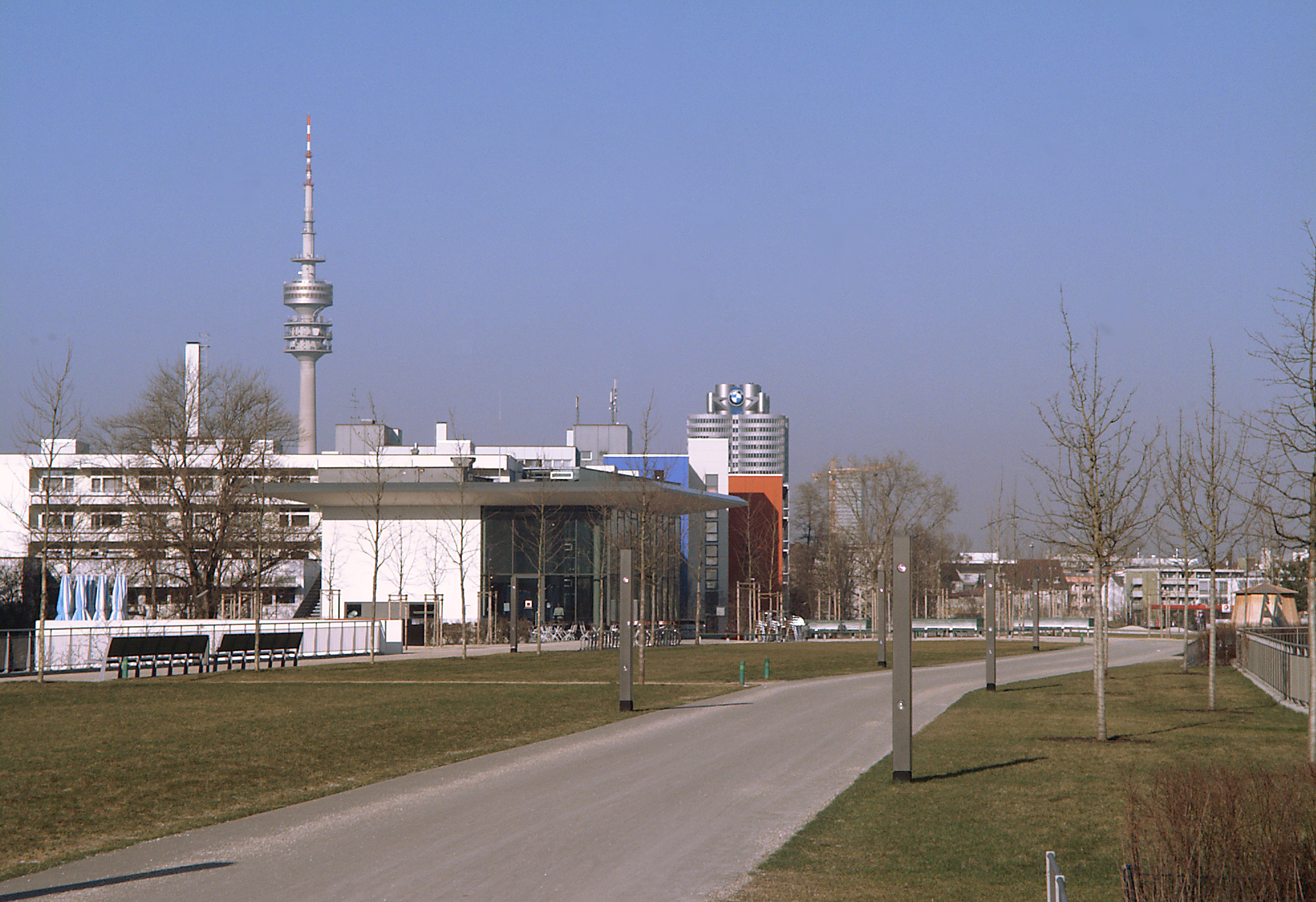
Zentrum des Petuelparks mit Blick auf Olympiaturm und BMW-Welt

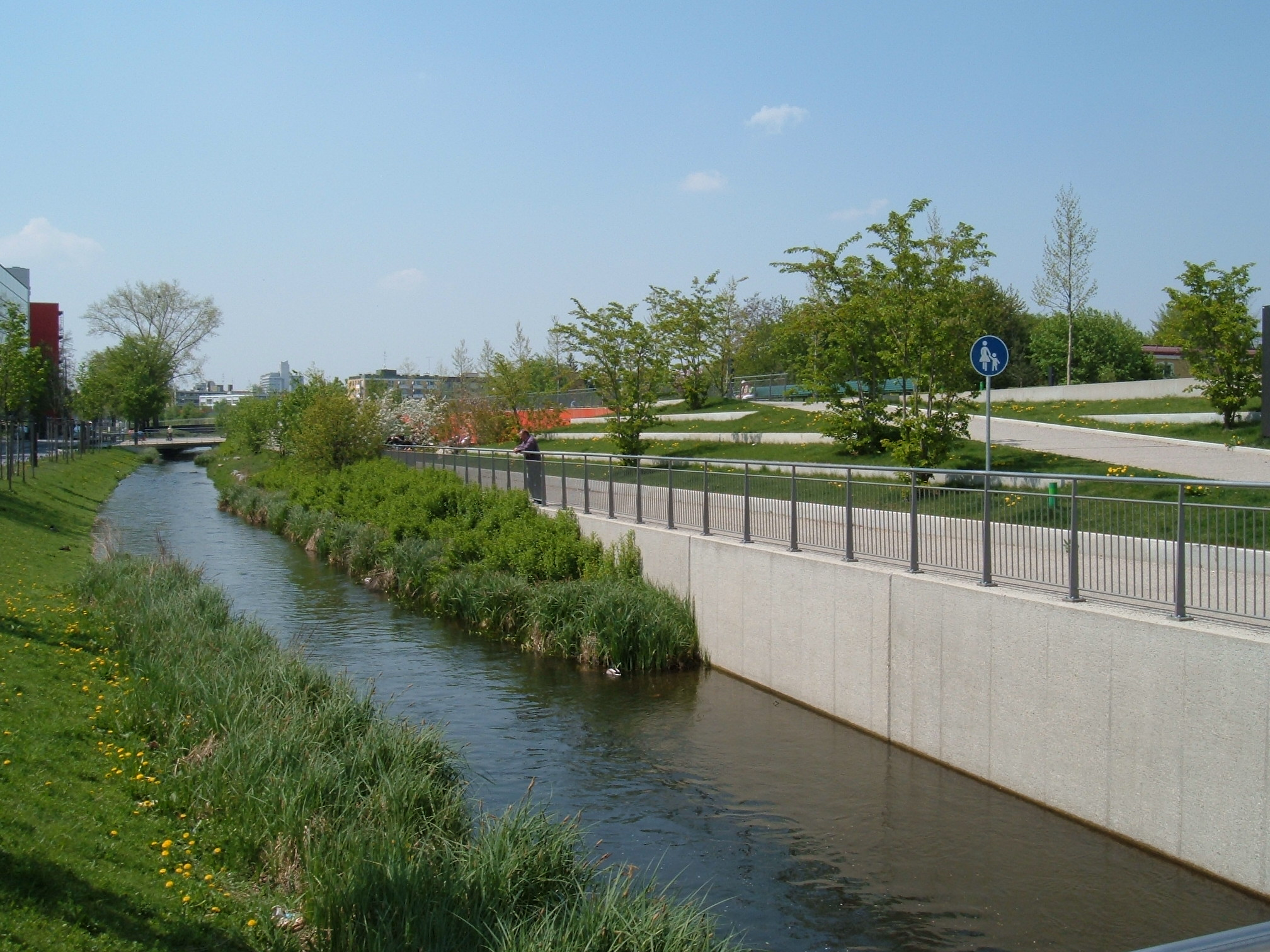
Der Nymphenburg-Biedersteiner Kanal am Petuelpark

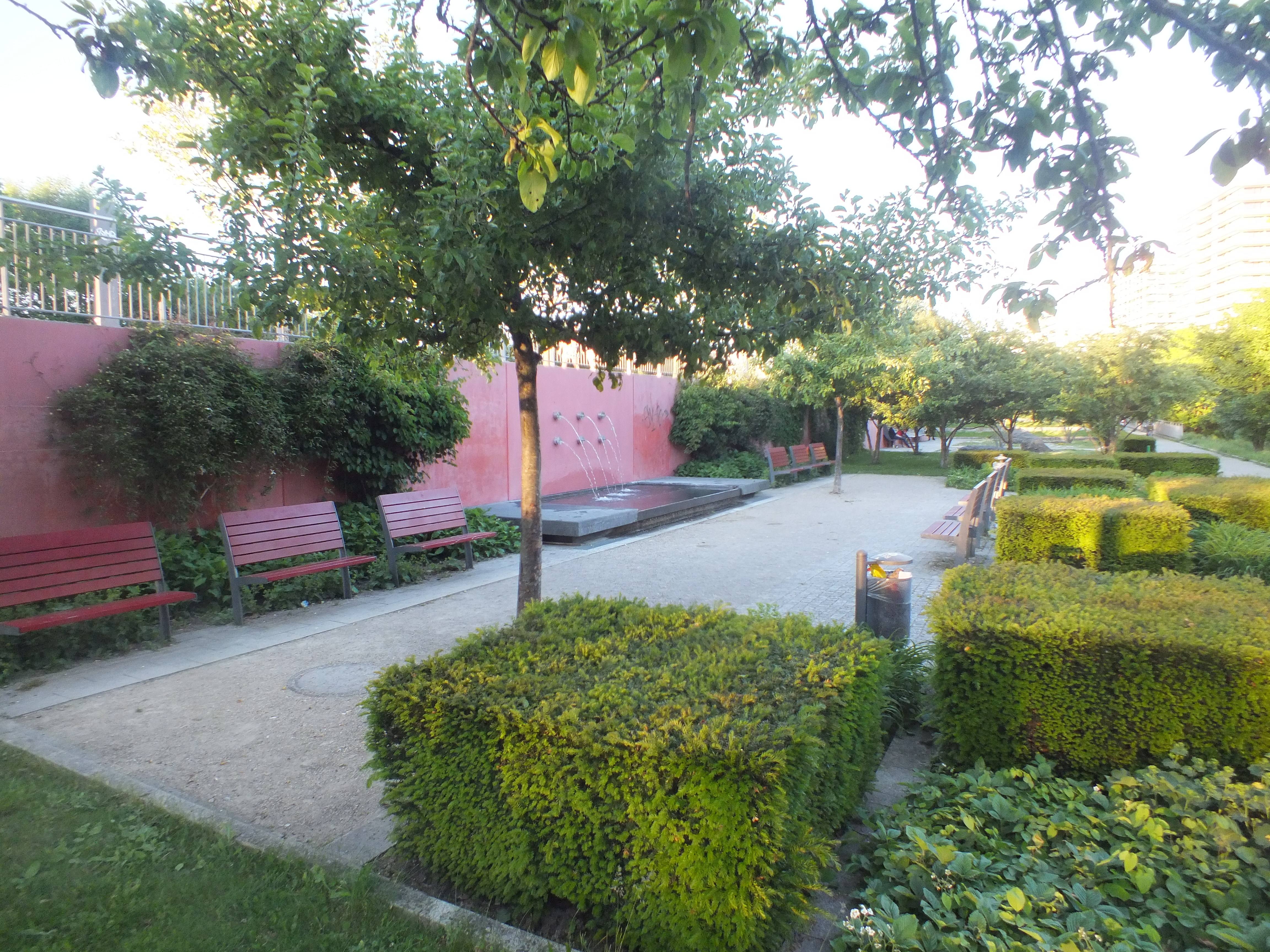
Brunnen

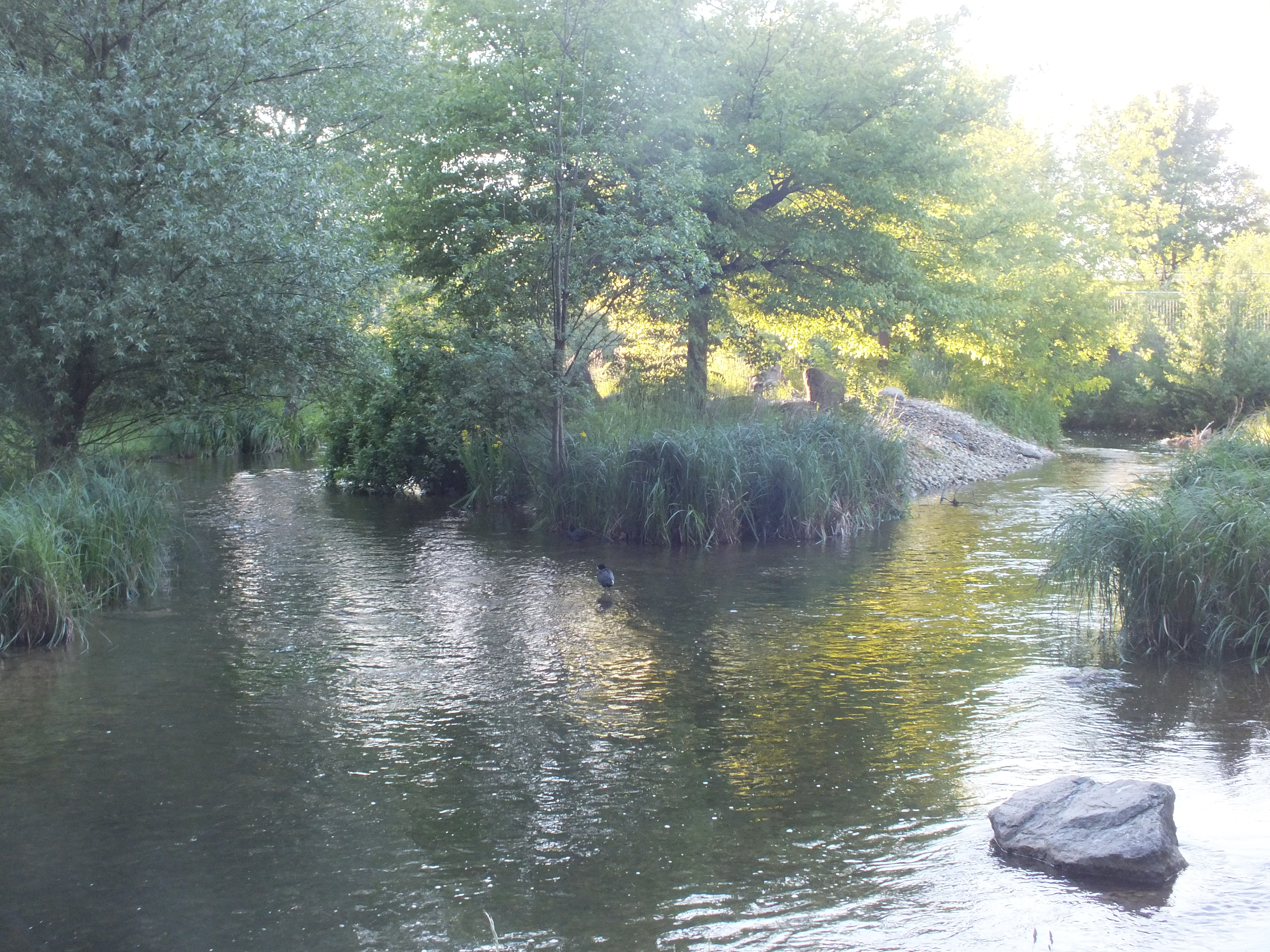
Bachkreuzung

Der Petuelpark [ˈpeˑtuˑeˑl-] ist eine 7,4 Hektar große Parkanlage am Übergang der Münchner Stadtteile Schwabing und Milbertshofen. Der Grünzug befindet sich teilweise über dem Petueltunnel. Eröffnet wurde der Park am 27. Juni 2004.

## Lage
Der Petuelpark liegt zirka vier Kilometer nördlich des Münchner Stadtzentrums. Er befindet sich auf einem Teilstück des Petuelringes zwischen Knorrstraße/Belgradstraße und Leopoldstraße. Der Park erstreckt sich etwa 650 Meter von Westen nach Osten und zirka 60 Meter von Norden nach Süden und verbindet die beiden Stadtbezirke Milbertshofen-Am Hart und Schwabing-West. Im Südwesten schließt sich der Luitpoldpark an. Seine Verlängerung nach Norden findet der Park auf 2,6 km Länge in den Grünflächen entlang der Ricarda-Huch-Straße/Christoph-von-Gluck-Platz/Oberhofer Platz/Aussiger Platz, die bis an den Frankfurter Ring/Rathenaustraße reicht.

## Profil
Bereits 1999 wurden die ersten Untersuchungen durchgeführt; die tatsächliche Planung und Ausführung wurde von mehreren Münchner Landschaftsarchitekturbüros übernommen. Der Bau des Tunnels stellte die Planer vor einige Probleme: Zum einen war der Tunnel teilweise bis zu 3,50 Meter höher als das umliegende Gelände, zum anderen war das durch den Tunnelbau gewonnene Gelände wesentlich länger als breit (650 zu 60 Metern).
Aus dieser Unverhältnismäßigkeit erwuchs die Idee, den Park auf mehreren Ebenen zu gestalten. Der erhöhte Teil wird von weitläufigen Grasflächen dominiert, auf der tieferen Ebene wurden sogenannte „Themengärten“ eingerichtet. An der südlichen Seite des Parks verläuft der Nymphenburg-Biedersteiner Kanal, der vom Olympiasee in Richtung Osten führt und später in den Schwabinger Bach und damit in die Isar mündet. Im Rahmen der Parkgestaltung wurden das gesamte Kanalbett erneuert, mehrere Brücken über den Kanal neu errichtet und eine Uferbegrünung vorgenommen.
Insgesamt befinden sich auf dem 74.000 Quadratmeter großen Areal 2.800 Stauden, 7.300 Sträucher und 389 Bäume. Darunter befinden sich Zierkirschen, Birken, verschiedene Kiefern, Platanen, Hecken- und Kletterpflanzen sowie Rohrkolben und Sumpf-Schwertlilien im Nymphenburg-Biedersteiner Kanal. Im Kanal befinden sich Störsteine, um den Sauerstoffgehalt des Wassers zu vergrößern.
Nördlich des Parks liegt das Gelände des TSV Milbertshofen.

## Die Plätze

Hauptsitz der Stiftung Pfennigparade an der Barlachstraße 26

Die zwei großen Plätze, die den Park wie ein Nord-Süd-Band durchziehen, sollen die beiden sehr unterschiedlichen Stadtteile Milbertshofen (im Norden) und Schwabing (im Süden) verbinden.

### Fontänenplatz
Der zentralen Fontänenplatz befindet sich auf dem Petueltunnel zwischen Torquato-Tasso-Straße und Klopstockstraße (48° 10′ 39,6″ N, 11° 34′ 46,14″ O). Südlich des Platzes ist ein Café mit angeschlossenem Biergarten gebaut worden, in dessen Untergeschoss sich der Ausstellungsraum Kubus im Petuelpark befindet.

### Platz an der Pfennigparade
Der Platz an der Pfennigparade im Westen des Parks erstreckt sich über die gesamte Breite bis hin zum Nymphenburg-Biedersteiner Kanal (48° 10′ 39,76″ N, 11° 34′ 37,54″ O). Er besteht aus einem nördlichen, oberen Teil (über den Petueltunnel), der mit Rampen mit dem südlichen unteren Teil (über dem Nymphenburg-Biedersteiner Kanal) verbunden ist.
Der Platz ist benannt nach der Stiftung Pfennigparade, deren Hauptsitz sich südlich des Platzes befindet. Die Pfennigparade ist ein Rehabilitationszentrum für Menschen mit Körperbehinderungen.

## Der Generationengarten und das Spielband

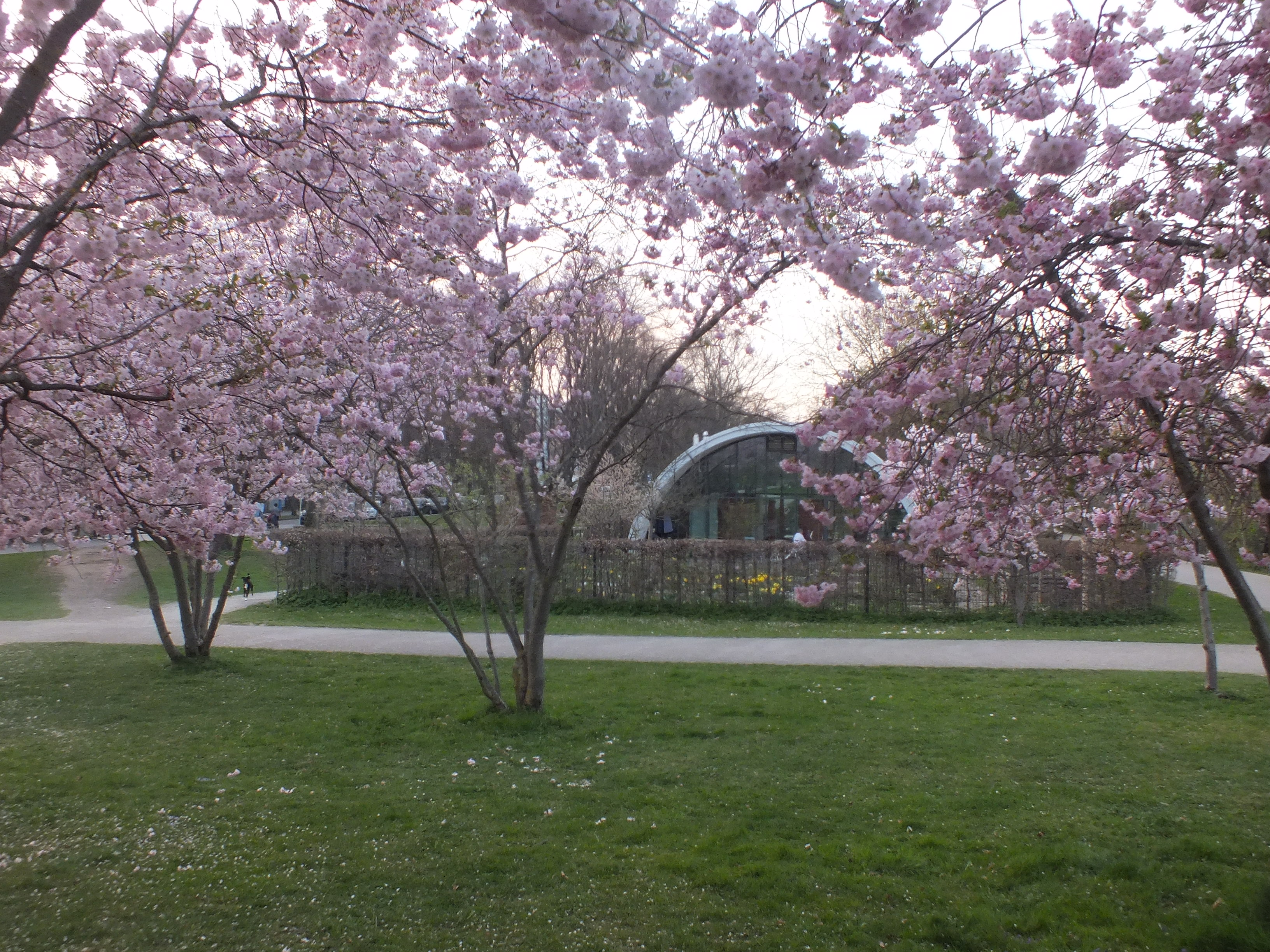
Generationengarten

Der Generationengarten im Nordwesten und der angeschlossene Pavillon sollen als Begegnungsstätte sowohl für die Bewohner der verschiedenen Stadtteile als auch für Personen verschiedener Generationen dienen. Der Garten in der Ricarda-Huch-Str.4 ist 400 m² groß, wovon 180 m² Gemeinschaftsfläche sind. Im Garten sind Beete zur freien Nutzung durch die Bewohner angelegt worden. Hier sollen die Bürger dazu angeregt werden, sich selbst gärtnerisch im öffentlichen Raum zu betätigen. Der Pavillon mit Tonnendach bietet Raum für Veranstaltungen und Projekte.
Östlich des Generationengartens wurde der bereits bestehende Bolzplatz um einen Streetballplatz und mehrere Spielplätze erweitert. Das sogenannte Spielband steht auch den Schülern des nahen Lion-Feuchtwanger-Gymnasiums zur Verfügung.
Nach Norden geht der Petuelpark hier in den Grünzug "Christoph-von-Gluck-Platz"/"Oberhofer Platz" über.

## Kunst im Park

### Konzept
1999 wurde vom Baureferat der Landeshauptstadt München der Wettbewerb für das Kunstkonzept ausgeschrieben. Der Künstler Stephan Huber ging als Sieger aus dem Wettbewerb hervor. In seinem Konzept sollten die Werke unterschiedlicher Einzelkünstler sich zu einem Gesamtbild addieren. Schon damals stand das Café und der Generationenpavillon fest. Sie bilden die „soziale Klammer“ im Park.
Ein Bereich zum Diskutieren und Vortragen sowie Wassertrinken stellt das „Rhetorische Wäldchen“ von Harald Klingelhöller dar. In diesem Bereich stehen sechs Rednerpulte. Diese sind von unterschiedlicher Gestaltung und Größe und sind aus weißem und schwarzem Granit gefertigt. Durch einen Knopfdruck entsteht daraus ein Trinkbrunnen.

### Kunstwerke im Park

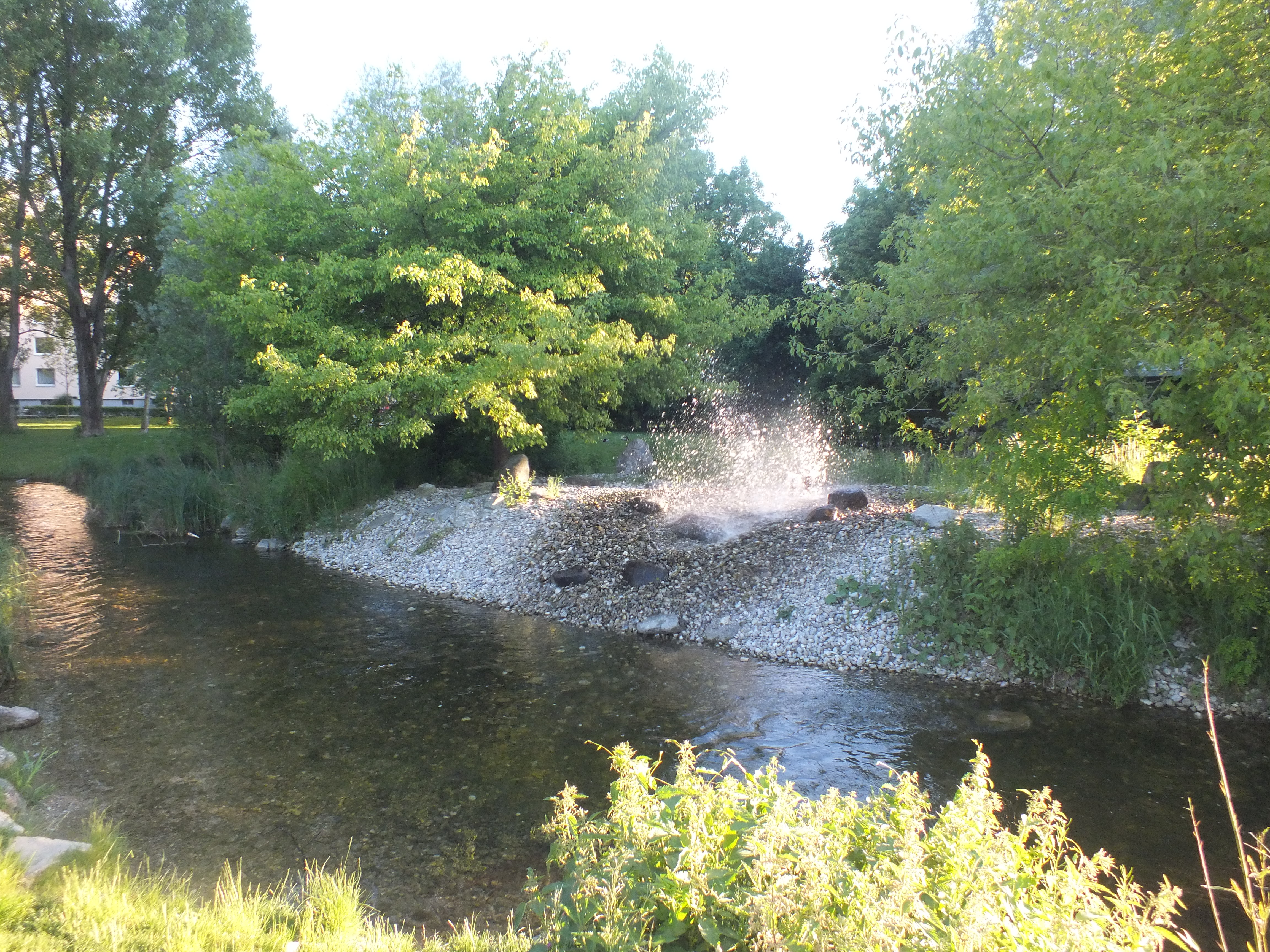
Roman Signer: Fontäne

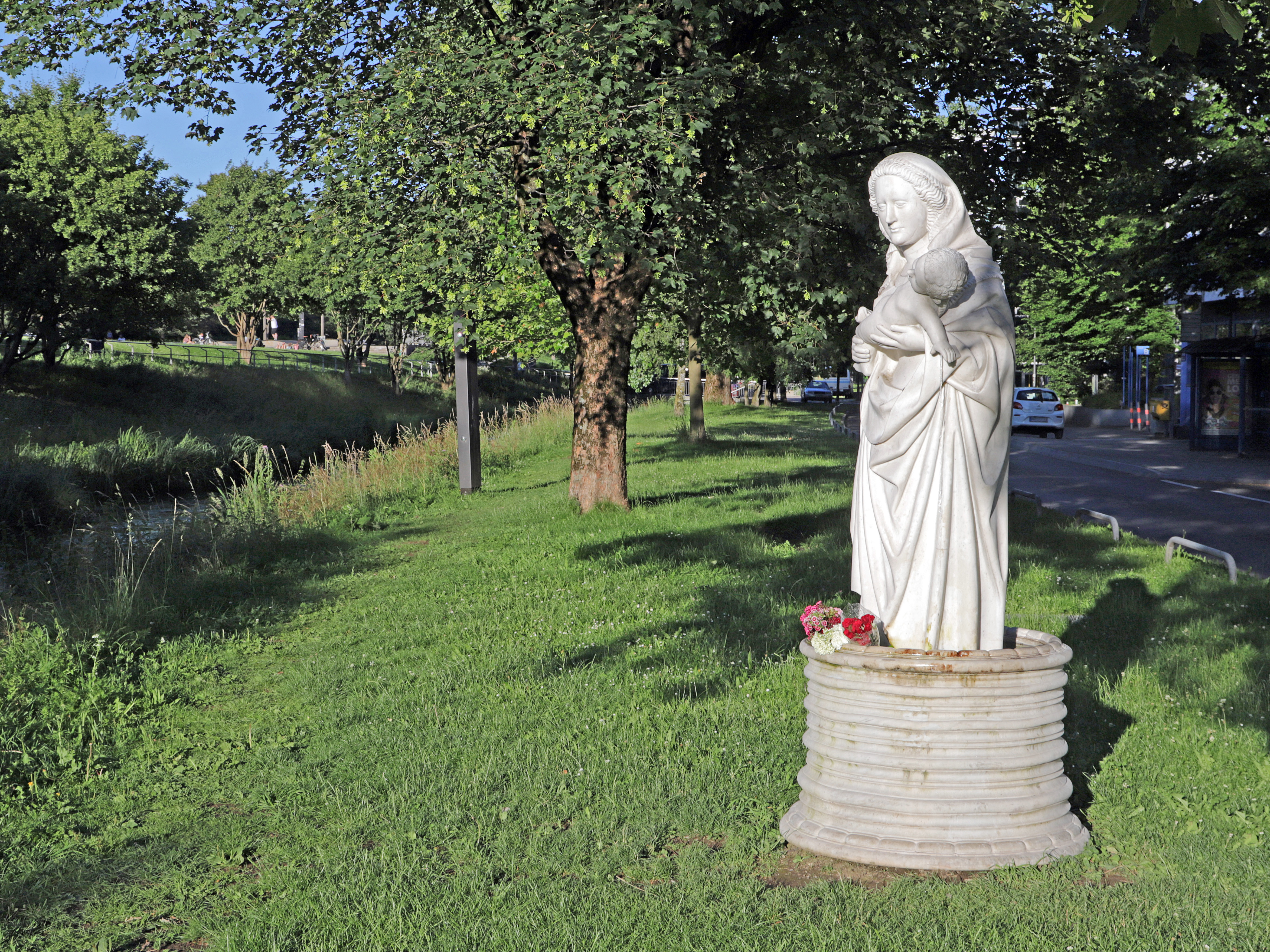
Hans van Houwelingen: Marienbrunnen „Maria, Quell des Lebens“

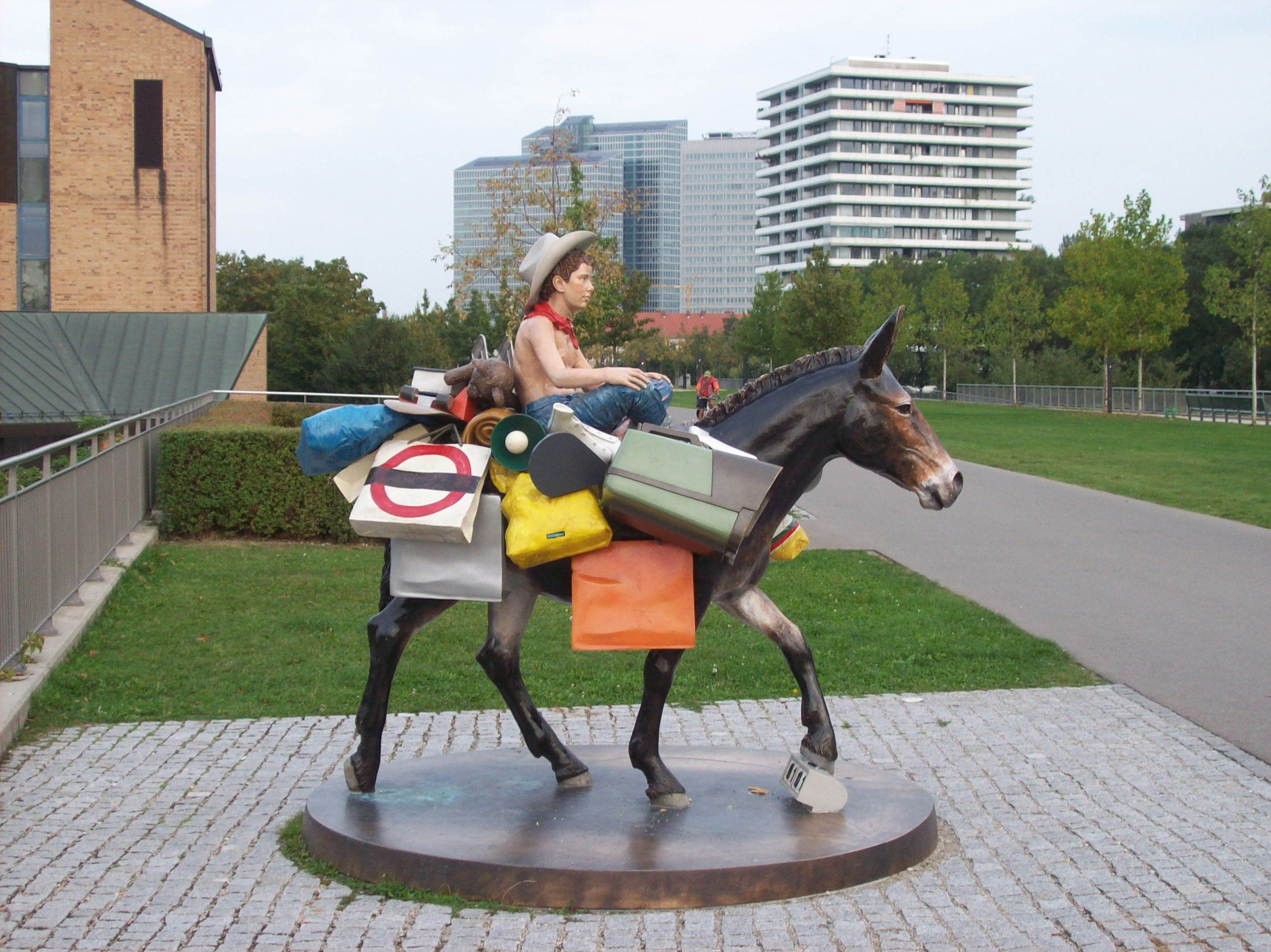
Pia Stadtbäumer: Go!

Bogomir Ecker stellte im Park ein Periskop auf, mit dem man den Straßenverkehr im Petueltunnel beobachten kann (48° 10′ 40,57″ N, 11° 34′ 40,53″ O). Der Künstler stellt damit einen „Blick aus der Idylle hinab ins Inferno“ her.
In einem Quadrat aus Eibenhecken (48° 10′ 39,27″ N, 11° 34′ 57,93″ O) stellte Rodney Graham sieben Stühle auf. Jeden Tag um 16:15 Uhr kann man dem Song „I am on an island“ von „The Kinks“ in einer Adaption von „The Rodney Graham Band“ hören.
Des Weiteren steht im Park ein von Hans van Houwelingen kreierter weißer Marienbrunnen (48° 10′ 39,52″ N, 11° 34′ 29,73″ O). Es handelt sich um eine Kopie einer Figur aus dem 15. Jahrhundert. Durch die Hand des Jesuskindes fließt das Wasser in den Brunnen. Die gewünschte Verbindlichkeit wird durch die in der Nähe befindlichen Kirchen hergestellt.
Zwei grüne Glasgebilde des Künstlers Raimund Kummer hängen in einem Glashaus. Sie erinnern an das Innere des menschlichen Auges. Der Künstler wirft die Frage auf, ob der Betrachter vor den Glaskugeln oder die Glaskugeln vor dem Betrachter geschützt werden.
Einen Ort der Poesie stellt die Rosenpergola von Aribert von Ostrowski dar. Hier sind über Milchglas Text- und Bildfragmente collageartig dargestellt. Der Betrachter wird durch die Reflexion zu „Erzähle die Geschichte selbst“ aufgefordert. Die Schrifttypen sind der Hortus Eystettensis des Nürnberger Apothekers Basilius Besler entliehen.
Sie wirken wie ein Paar vergessener Stiefel im Nymphenburg-Biedersteiner Kanal, doch plötzlich schießt eine bis zu sieben Meter hohe Wasserfontäne aus dem Stiefelbrunnen hervor. Es handelt sich hier um das Werk des Künstlers Roman Signer. An dem sich dort befindlichen Gehweg hat er ein weiteres Paar Stiefel installiert, aus denen stoßweise Luft entweicht.
Am nordöstlichen Rand des Fontänenplatzes steht das von Pia Stadtbäumer gestaltete Reiterstandbild Go  !(48° 10′ 39,84″ N, 11° 34′ 47,41″ O). Es symbolisiert die Insignien und Statussymbole unserer Zeit. Die Figur dreht sich langsam um ihre eigene Achse, begleitet von einem gelegentlichen Schrei des Maultieres als Ausdruck der „Aktualität des Augenblickes“.
Das Lichtkunstwerk im Petuelpark bildet die von Dietmar Tanterl gestalteten Edelstahlstelen. Die 70 Stelen verweisen durch die eingebauten Scheinwerfer auf den Mittleren Ring, der vormals hier entlanglief.

### Kubus des Lenbachhauses

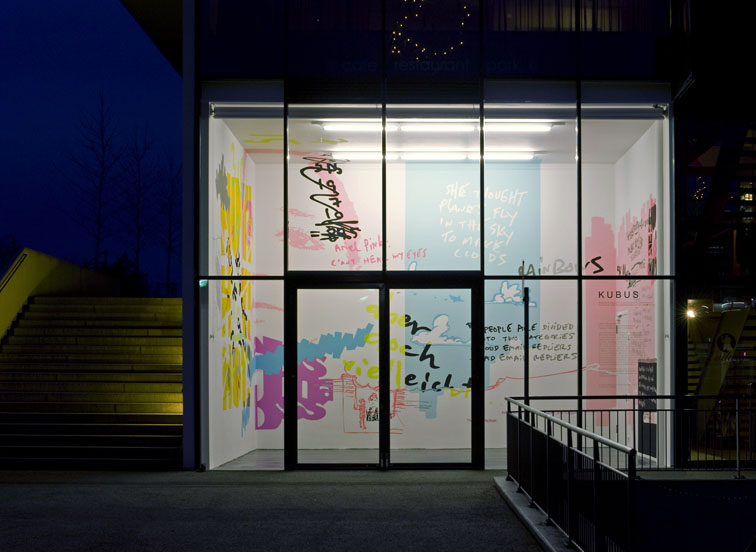
Kubus

Am Fontänenplatz befindet sich der am 7. Juni 2005 eröffnete Kubus im Petuelpark. Das Haus wurde vom Architektenbüro Kiessler + Partner geplant. Die künstlerische Ausgestaltung übernahmen Barbara Bloom, Alexandra Ranner und Kiki Smith. Der elegante Pavillonbau weist eine klare Formensprache auf.
Im Untergeschoss befindet sich der Kubus des Lenbachhauses. Das Schaufenster ist zum Fußweg und zum Kanal hin gerichtet. In einer dreimal jährlich wechselnden Ausstellung werden raumbezogene Installationen gezeigt.
Im oberen Bereich zur Parkebene hin befinden sich das Café und ein Biergarten. Im Eingangsbereich befindet sich die von Alexandra Ranner gestaltete Kuchenvitrine. Im Treppenhaus sind von Barbera Bloom kleine Monitore in die Wand eingelassen worden. Diese zeigen sich drehende Röcke, die den Gast bis nach oben begleiten. Die Wand im Café wurde von Kiki Smith gestaltet. Sie zeigt zwei Sternenkonstellationen, die einen Rosenbusch umkreisen.

## Geschichte
Bei dem Petuelpark handelt es sich um eine junge Parkanlage. Die ersten Planungen begannen 1999. Die Kosten für die Errichtung des Parks (rund 10,5 Mio. €) sorgten für einigen Unmut, da sie von mancher Seite als zu hoch empfunden wurden. Dennoch entschied sich der Bezirksausschuss für die Errichtung des Parks.
Nach Fertigstellung des Petueltunnels 2002 konnten auf der frei werdenden Fläche über dem Tunnel die Bauarbeiten beginnen. Die Eröffnung fand am 27. Juni 2004 um 11:00 Uhr durch Oberbürgermeister Christian Ude statt. Am 7. Juni 2005 wurde der Kubus des Lenbachhauses mit Café und Biergarten am Fontänenplatz fertiggestellt.
Der Petuelpark ist ein Ort des Kulturgeschichtspfad München – Schwabing-West.